# Червоноочка зелена
Червоноочка зелена (Erythromma viridulum) — вид бабок родини стрілкових (Coenagrionidae).

## Поширення
Вид поширений у Західній, Південній та Центральній Європі, Північній Африці, Західній і Середній Азії. В Україні трапляється на Закарпатті, в Київській, Полтавській, Дніпропетровській, Одеській, Херсонській, Запорізькій областях та у Криму.

## Опис
Бабка завдовжки 26-32 мм, черевце 22-25 мм, заднє крило 16-20 мм. Голова широка. Птеростигма прямокутна, вузька, рівна одній ланці. Під птеростигмою поперечні жилки відсутні. Ноги чорного або темно-сірого кольору. Забарвлення черевця бронзово-чорне, з деяким металевим блиском. Верхня частина потилиці також бронзово-чорна, без світлих плям. У самців очі червоного кольору. Черевце на верхній стороні бронзово-чорне, без блакитного нальоту. Плями черевця блакитного кольору. Доплечеві смужки світлі, перервані. Х-й тергіт черевця блакитного кольору, з Х-подібним чорним малюнком. У самиці задній край передньоспинки округлений, з вузькою вирізаною пластиною посередині. Черевце нагорі бронзово-чорного забарвлення, з зеленими плямами. Світлі доплечеві смуги повні. Анальні придатки чорного кольору.